# Опсада Тијане
Опсада Тијане извршена је 707. и 708. године за време Византијско-арапских ратова.

## Опсада
Арапска династија Омејида започела је 707. године опсаду Тијане, византијског града у Малој Азији у знак одмазде за пораз који су недуго пре Византинци нанели омејадској војсци. Пре тога је напала многе византијске градове у Кападокији. Град се успешно бранио и успео се одржати преко зиме. У пролеће византијски цар Јустинијан II шаље војску која је требало деблокирати град. Арапи јој, међутим, наносе пораз и одбацују. Бранитељи се након тога предају. Арапи су прекршили договор о мирном заузимању и већину житеља града масакрирали или оробили, а град опљачкали и потпуно разорили.